# Symphytum incarnatum
Symphytum incarnatum är en strävbladig växtart som beskrevs av Samuel Gottlieb Gmelin. Symphytum incarnatum ingår i släktet vallörter, och familjen strävbladiga växter. Inga underarter finns listade i Catalogue of Life.